# Меленди
Меле́нди (исп. Melendi) — испанский певец, автор-исполнитель.

## Биография
Родился в 1979 году в городе Овьедо.
Родители рано заметили, что для учёбы сын не создан, и не мешали ему посвящать себя другим занятиям — таким, как футбол и музыка. Так что время мальчик проводил на улицах города, учась тому, «чему не учат в школе».
С 2001 года выступал в составе группы El Bosque de Sherwood. Потом решил записать несколько написанных им самим песен сольно. Пошёл в студию и записал три песни, — «Sin noticias de Holanda» и «Vuelvo a traficar» и «El informe forense», — составивших демо-запись, которая в 2002 году через друга попадёт к Хавьеру Валино с лейбла Carlito Records.
Валино с энтузиазмом подписал с Меленди контракт, и в феврале 2003 года у того вышел дебютный альбом Sin noticias de Holanda. Альбом молодого музыканта включал 12 песен его собственного сочинения. В качестве промоции дебютного альбома Меленди дал небольшое турне по Испании, и к началу 2004 года засветился в первой сотне испанских чартов. Пластинка вскоре стала золотой по продажам.
2005 год ознаменовался рождением дочери Карлоты и выходом второго альбома, озаглавленного Que el cielo espere sentao.
В 2006 году увидел свет третий альбом музыканта Mientras no cueste trabajo.
В 2008 году последовал и четвёртый, Curiosa la cara de tu padre (продюсер Хосе де Кастро). С того альбома стала очень популярной песня «Un violinista en tu tejado» («Скрипач на твоей крыше»).
В 2010 году вернулся с пятым альбомом Volvamos a empezar, на котором показал себя с новой стороны, сместившись от фламенко и румбы к более ро́ковому звучанию.
Последовавшие в 2012 и 2014 годах щестой и седьмой альбомы Lágrimas desordenadas и Un alumno más закрепили новый стиль музыканта. Альбом Меленди 2015 года был особенно тепло встречен критиками и провозглашён его лучшей работой — самой зрелой, прямой и честной.
В 2015 году у музыканта вышел концертный альбом Directo a septiembre.
Восьмой альбом, Quitate las gafas («Сними очки», 2016), был очень личным и интроспективным. Тем не менее он также был хорошо встречен публикой, достигнув 1-го места испанского национального чарта.
В 2017 году у Меленди вышел первый сборник лучших хитов, озаглавленный Yo me veo contigo.
Последний на 2019 год альбом музыканта, 10:20:40, увидел свет 29 ноября 2019 года.

## Дискография
Подробнее см. на странице «Anexo:Discografía de Melendi» в испанской Википедии.
Студийные альбомы
- Sin noticias de Holanda	(2004)
- Que el cielo espere sentao (2005)
- Mientras no cueste trabajo (2006)
- Curiosa la cara de tu padre (2008)
- Volvamos a empezar (2010)
- Lágrimas desordenadas (2012)
- Un alumno más (2014)
- Quítate las gafas (2016)
- Ahora (2018)
- 10:20:40 (2019)

Концертные альбомы
- Directo a septiembre (2015)

Компиляции
- Yo me veo contigo (2017)